# NGC 1076
NGC 1076 este o galaxie lenticulară situată în constelația Balena. A fost descoperită în 29 decembrie 1885 de către Lewis A. Swift. Se află la o distanță de 41,5 de megaparseci de Pământ.